# Skywell
Skywell ET5 — электромобиль китайского бренда Skyworth Group, выпускаемый с 2021 года. В Европе продаётся под названием Elaris Beo, в США — под названием Imperium, в самом Китае бренд был переименован в Skyworth.

## История бренда
Основателем бренда Skywell стал китайский предприниматель Стивен Вонг. В 1988 году он основал компанию Skyworth Digital, занявшуюся производством пультов для телевизоров и быстро ставшую крупнейшим игроком на рынке. Позже фирма начала производить телевизоры и видеопроигрыватели, но в 2006 году Вонг попал в тюрьму и был отстранён от руководства Skyworth Digital. В 2010 году, вскоре после выхода на свободу, он создал компанию Skywell. Затем Вонг купил 80 % акций фирмы King Long, выпускавшей автобусы, и наладил собственное производство электроавтобусов и минивэнов для службы доставки под брендом Skywell. К 2016 году он выпускал больше 10 тысяч единиц продукции в год. Автобусы Skywell снискали репутацию экологичного транспорта, а потому их охотно закупают в разных странах мира, включая США. В 2018 году Skywell стала основным поставщиком электрического транспорта в китайской провинции Цзянсу, в 2019 заняла второе место по производству коммерческого электротранспорта во всём Китае.

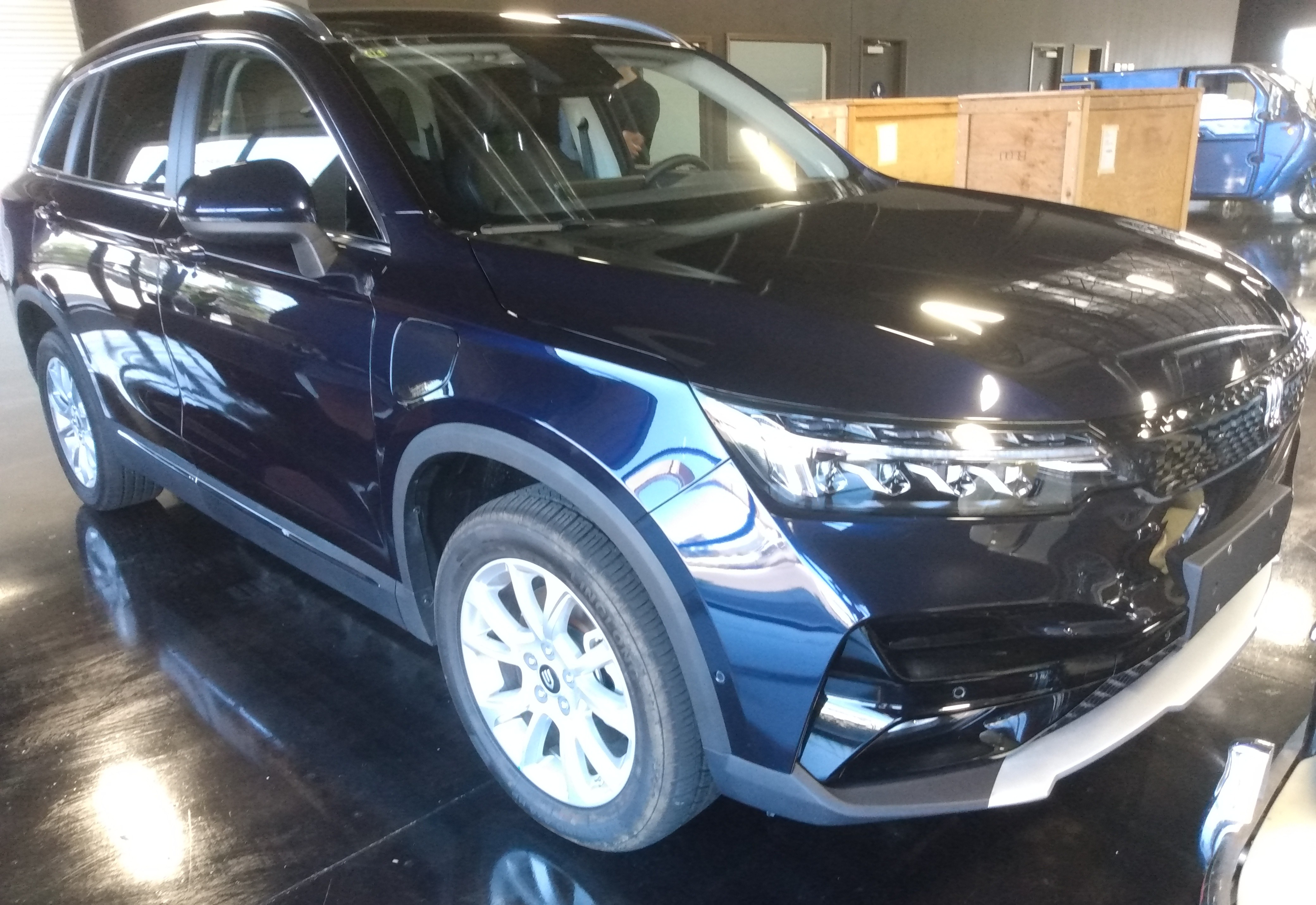
Автомобиль Imperium ET5

В 2019 году было учреждено дочернее предприятие Skywell, наладившее выпуск легковых электромобилей. В октябре 2020 года был представлен кроссовер Skywell ET5 (ET — аббревиатура, в которой зашифрованы слова Electric и Technology, цифра 5 — обозначение иерархии в модельном ряду). В Китае он с апреля 2021 года продаётся под названием Skyworth EV6 (таким образом подчёркивается его родство со Skyworth Digital), в Германии — под названием Elaris Beo, в США — как Skywell Imperium ET5. Своё изначальное название бренд сохраняет в Румынии, Израиле (начало продаж в 2021 году), Польше, России (начало продаж в 2022 году).
На 2022 год электромобили Skywell продаются в 42 странах. Производитель поставил перед собой задачу в 2022—2023 годах продать 25 тысяч машин в одной только Европе, а к 2030 году продавать миллион машин в год по всему миру.

## Технические характеристики
Skywell ЕТ5 представляет собой среднеразмерный пятиместный переднеприводной кроссовер полностью на электрическом ходу. Его габариты составляют 4698×1908×1696 мм при колёсной базе 2800 мм, объём багажника от 467 до 1141 литра. Базовая модель оснащена литиевой батареей ёмкостью 55 кВт в час, модели более высокой комплектации имеют батареи ёмкостью 72 кВт в час. Базовая модель имеет общую выходную мощность 150 кВт (204 л. с.), а другие варианты — 222 кВт (298 л. с.). Запас хода варьируется от 410 до 520 км. Общее время зарядки аккумулятора — девять часов для меньшего аккумулятора и 11 часов для большего, при этом автомобиль поддерживает быструю зарядку до 80% за 30 минут. Все модели разгоняются до 100 км/ч за 7,9 секунды. В качестве дополнительной опции анонсирована батарея ёмкостью 88 кВт в час, увеличивающая запас хода до 600 км.
Машина оснащена интеллектуальной системой Skylink, цифровой приборной панелью, большим сенсорным экраном мультимедийно-развлекательной системы диагональю 12,8 дюйма (в базовой комплектации — 8 дюймов) с голосовым управлением, беспроводной зарядкой для смартфона. Всё это оборудование поставляет компания Skyworth.